# Magdalena Mixiuhca
Magdalena Mixhuca es uno de los pueblos originarios de la Ciudad de México. Surgido en el Periodo posclásico mesoamericano, en la actualidad forma parte de la alcaldía Venustiano Carranza como una colonia. Parte de su territorio original fue convertido en la Ciudad Deportiva Magdalena Mixhuca.

## Límites
Si bien sus límites históricos son diferentes, la actual colonia Magdalena Mixhuca se delimita:
- Al norte por Agiabampo
- Al poniente por Congreso de la Unión
- Al sur por Viaducto Río Piedad
- Al oriente por Agustín Lara